# Michaela Schaffrath

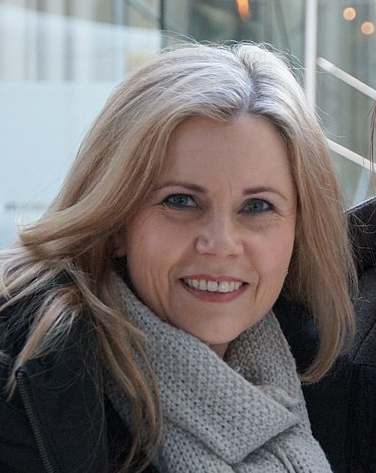
Michaela Schaffrath (2016)

Michaela Schaffrath (geborene Jänke; * 6. Dezember 1970 in Eschweiler) ist eine deutsche Schauspielerin, Synchronsprecherin und Moderatorin. Von 1997 bis 2000 war sie unter dem Pseudonym Gina Wild als Pornodarstellerin tätig.

## Leben und Karriere
Michaela Jänke wuchs im Eschweiler Stadtteil Pumpe-Stich auf. Nach dem Realschulabschluss an der Waldschule Eschweiler absolvierte sie von 1988 bis 1991 eine Ausbildung zur Kinderkrankenschwester am Bethlehem-Gesundheitszentrum im benachbarten Stolberg. In diesem Beruf arbeitete sie dort die anschließenden vier Jahre und nach ihrem Umzug nach Frankfurt am Main weitere drei Jahre an der neuropädiatrischen Station im dortigen Clementine-Kinderhospital.
Mit ihrem ersten Ehemann besuchte Michaela Schaffrath Swingerclubs. Nebenbei begann sie als Hostess auf Erotikmessen zu arbeiten. Ihr Einstieg in die Pornobranche erfolgte 1997 auf der Erotikmesse Venus, wo sie der Pornodarsteller Rocco Siffredi bekannt machte. Ein erster Vertrag mit dem Produzenten Hans Moser führte sie und ihren Ehemann nach Mallorca. Aufgrund persönlicher Konflikte und vertraglicher Diskrepanzen endete die Zusammenarbeit jedoch nach wenigen Wochen mit einem finanziellen Fiasko für Schaffrath. Nach der Rückkehr nach Deutschland hatte sie mit der Produktionsfirma Videorama mehr Erfolg. Im Rahmen einer Kampagne der Pornozeitschrift Happy Weekend und ersten Produktionen mit Harry S. Morgan wurde sie ab Januar 1999 unter dem Pseudonym Gina Wild schnell zu einem Pornostar.
1999 erhielt sie als Beste Newcomerin und 2000 als Beste Darstellerin den Venus Award. Bereits im Dezember 2000 zog sie sich komplett aus der Pornobranche zurück. Von den Pornofilmen, in denen sie mitwirkte, gab es in den nächsten Jahren allerdings zahlreiche Neuauflagen und Neuzusammenschnitte. Bis 2017 wurden geschätzte 800.000 Bildträger von Pornofilmen mit Gina Wild verkauft. Dieser Verkaufserfolg ist für Deutschland einzigartig.
Seit dem Ausstieg aus der Pornobranche arbeitet Schaffrath als Schauspielerin, Synchronsprecherin und Moderatorin. Bereits 2000 spielte sie als Nebendarstellerin an der Seite von Dieter Pfaff, Uwe Ochsenknecht und Ingo Naujoks in der Krimikomödie Der tote Taucher im Wald mit. Außerdem hatte sie Kurzauftritte in dem Kinokurzfilm Déjà vu (2001) und der Comicverfilmung Nick Knatterton – Der Film (2002) sowie Fernsehrollen in Edel & Starck, Im Namen des Gesetzes, Alles Atze, Die Wache, SK Kölsch, Wolffs Revier, Bernds Hexe und in dem Fernsehfilm Geliebte Diebin (2001). In dem von Wim Wenders realisierten Musikvideo der Single Warum werde ich nicht satt? der Toten Hosen spielte sie neben deren Frontmann Campino die Hauptrolle. Darüber hinaus wirkte sie in dem Musikvideo der Punk-Band Goldfinger zum Song Counting the Days, der sich auf dem im März 2000 erschienenen Album Stomping Ground befindet, mit und im HipHop-Videoclip Novemberhände von Lee Buddha mit.
Im Oktober 2002 trat Schaffrath beim RTL Promiboxen gegen Doro Pesch an und gewann. 2001 erschien ihre Autobiografie Ich, Gina Wild; Anfang Oktober 2003 folgte ein gleichnamiges Hörbuch. Im Dezember 2005 wurde sie nach 15 Jahren von ihrem Ehemann Axel Schaffrath geschieden.
Im Frühjahr 2008 wirkte sie bei der dritten Staffel von Ich bin ein Star – Holt mich hier raus! mit und wurde Zweite. Im Programm von Comedy Central moderierte sie die Sendung Der Comedy-Sketch-Mix. In der Prominenten-Spezial-Ausgabe von Wer wird Millionär? am 30. Mai 2008 gewann sie 125.000 Euro, die sie je zur Hälfte für ein Kinderkrankenhaus und zugunsten eines Fördervereins krebskranker Kinder in Köln spendete. Sie war bei Hitradio RTL auch als Promireporterin tätig.
2011 sagte sie in der Talkshow von Markus Lanz: „Ich wäre mit meinem heutigen Wissen damals nicht in die Pornobranche gegangen“. Sie zählt zu den bekanntesten deutschen Pornodarstellerinnen. Allerdings habe sie keinerlei Vermarktungsrechte an ihren Aufnahmen und verdiene deshalb heute auch kein Geld mehr mit ihren Pornofilmen.
Schaffrath arbeitet seit 2010 vorwiegend als Theaterschauspielerin. Bereits 2002 nahm sie hierzu bei Elmar Bartel Stimmtraining und 2012 bei Sibylle Brunner Schauspielunterricht. Im Sommer 2010 absolvierte sie zudem ein Schauspielseminar an der Kölner Internationalen Filmschule.
Im Jahr 2012 wurde Schaffrath Schirmherrin der Deutschen Selbsthilfe angeborener Immundefekte (DSAI). Zudem ist sie Botschafterin der Deutschen Knochenmarkspenderdatei (DKMS) und engagiert sich seit vielen Jahren aktiv im Kampf gegen den Blutkrebs.
2009 heiratete Schaffrath in zweiter Ehe den PR-Berater Michael Wanhoff; im Juni 2013 gab ihr Management die Trennung bekannt. Seit 2019 lebt die Schauspielerin in Bremen. Sie ist mit dem Fotografen Carlos Anthonyo verheiratet, der aus Bremen stammt.

## Auszeichnungen
- 1999: Venus Award als Beste Porno-Newcomerin
- 2000: Venus Award als Beste Darstellerin

## Filmografie

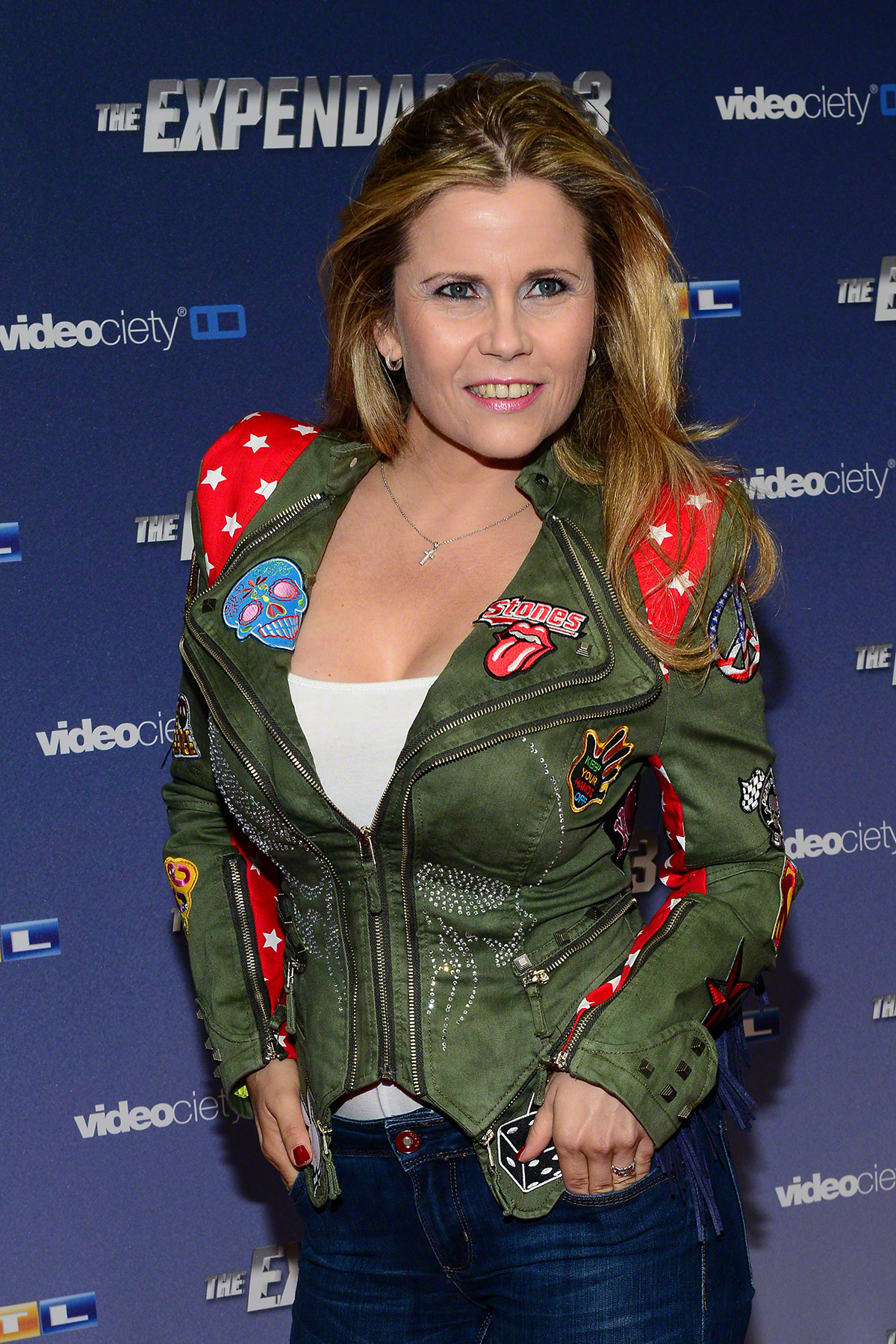
Schaffrath in Köln (2014)

### Als Gina Wild
- 1999:
  - Gina Wild – Jetzt wird es schmutzig
  - Gina Wild – Jetzt wird es schmutzig 2 – Ich will kommen
  - Gina Wild – Jetzt wird es schmutzig 3 – Orgasmus pur
  - Gina Wild – Jetzt wird es schmutzig 4 – Durchgefickt
  - Joker 1: Die Sperma-Klinik (Xmania 4)
  - Maximum Perversum – Junge Fotzen, hart gedehnt

- 2000:
  - Gina Wild – Jetzt wird es schmutzig 5 – Ich will euch alle
  - Gina Wild – Jetzt wird es schmutzig 6 – Im Rausch des Orgasmus
  - Gina Wild – Jetzt wird es schmutzig 7 – In der Hitze der Nacht
  - Teeny Exzesse 59: Kerle, Fötzchen, Sensationen. Jahrmarkt der Perversen

### Als Michaela Schaffrath
| - 2000: - Der tote Taucher im Wald - 2001: - Déjà vu - Sperling und der stumme Schrei - Geliebte Diebin - Nick Knatterton – Der Film - Nachtreise - 2002: - Tatort – Der dunkle Fleck (Folge 511, Thiel/Boerne) - C.I. Angel - 2003: - Sex Up – Jungs haben’s auch nicht leicht - Der Tag der Befreiung - Hausmeister Krause – Staffel 4 Episode 4, Staffel 4 Episode 8 und Staffel 5 Episode 1 - In aller Freundschaft – Herzenswunsch (Episode 247, als Irene Liebig) - 2004: - Polizeiruf 110 – Rosentod - Das Bernsteinamulett - Crazy Race 2 – Warum die Mauer wirklich fiel - Schöne Männer hat man nie für sich allein - 2006: - Kunstfehler - Medicopter 117 – Jedes Leben zählt - Ein starkes Team: Dunkle Schatten (Fernsehfilm) - 2007: - Ahornallee, als Anke Dauner (RTL) - Länge ist nicht alles! - Michaela Schaffrath – Yoga & Pilates | - 2008: - Michaela Schaffraths Fitness Programm - Unser Mann im Süden - 2009: - 112 – Sie retten dein Leben - Marienhof (Gastrolle als Redakteurin) - Revision (Kurzfilm) - Mc Kimme (Kurzfilm) - 2010: - SOKO Stuttgart - Alltagshelden - 2011: - SOKO Köln (Folge 167 als Ärztin) - 2012: - Verbotene Liebe (Folge 4.063 als Standesbeamtin) - 2013: - Heldt (Krimiserie, Folge 2) - 2014: - Heiß & Fettig! als Gast - 2015: - Tiefe Wunden – Ein Taunuskrimi - 2017: - Montrak - Lindenstraße (Folgen 1645 und 1646 als Mitarbeiterin der Ausländerbehörde) - 2020: - Binge Reloaded - Sky Sharks - 2023: - The Online Shop (Kurzfilm) |
| | |

#### Theaterrollen
| - 2010: - Cecilia in Zärtliche Machos, Theater am Dom Köln - 2011: - Cecilia in Zärtliche Machos, Contra-Kreis-Theater Bonn - Debbie Lewis in Zauberhafte Zeiten, Komödie am Altstadtmarkt Braunschweig - 2012 - Cecilia in Zärtliche Machos, Theater am Rathaus Essen - Cecilia in Zärtliche Machos, Die Komödie Frankfurt am Main - Cecilia in Zärtliche Machos, Komödie im Bayerischen Hof München - Debbie Lewis in Zauberhafte Zeiten, Neues Theater Hannover - 2013: - Cecilia in Zärtliche Machos, Tournee - 2014: - Christine in Urlaub mit Papa, Tournee | - 2015: - Hauptrolle in Die toten Augen von London, Neues Theater Hannover - Schwester Mary in Sherlock Holmes jagt Jack the Ripper, Komödie am Altstadtmarkt Braunschweig - Debbie Lewis in Zauberhafte Zeiten, Kleines Theater Bad Godesberg / Schlosstheater Neuwied - 2016: - Jane Anderson in Gänsehaut, Komödie am Altstadtmarkt Braunschweig - 2017: - Jane Anderson in Gänsehaut, Neues Theater Hannover - 2018: - Hauptrolle in Die toten Augen von London, Komödie am Altstadtmarkt Braunschweig - 2019: - Blanche in Der Mustergatte, Contra-Kreis-Theater Bonn - 2021: - Hauptrolle in Der Mönch mit der Klatsche, Contra-Kreis-Theater Bonn - 2025: - Hauptrolle in Das Ei des Karl May, Contra-Kreis-Theater Bonn |

#### Synchronsprecherin
- 2016:
  - Designated Survivor, Serie

- 2017:
  - Designated Survivor, Serie
  - Little Witch Academia, Serie
  - Wonderview, Serie
  - Die Zeugen, Serie (Frankreich)

## Werke
- Ich, Gina Wild. Heyne Verlag, München 2001, ISBN 3-936143-15-3.
- 2003 unter demselben Titel auch als Hörbuch, ISBN 3-00-012223-0.